# Osvaldo Hernández
Pour l’article homonyme, voir Hernandez.
Osvaldo Hernández est un joueur cubain de volley-ball né le 11 juillet 1970 à Camagüey. Il mesure 1,98 m et joue réceptionneur-attaquant.

## Clubs
| Club                     | Pays   | De        | À         |
| ------------------------ | ------ | --------- | --------- |
| Équipe nationale de Cuba | Cuba   | 1997-1998 | 1997-1998 |
| Palerme                  | Italie | 1998-1999 | 1998-1999 |
| Rome                     | Italie | 1999-2000 | 1999-2000 |
| Rome                     | Italie | 2001-2002 | 2001-2002 |
| Montichiari              | Italie | 2002-2003 | 2002-2003 |
| Piacenza                 | Italie | 2003-2004 | 2003-2004 |
| Al-Rayyan                | Qatar  | 2003-2004 | 2003-2004 |
| Pérouse                  | Italie | 2004-2005 | 2005-2006 |
| M. Roma Volley           | Italie | 2006-2007 | 2007-2008 |
| DAK Lamia                | Grèce  | 2008-2009 | …         |

## Palmarès
- Championnat d'Italie : 2000